# Susi Erdmann
Pour les articles homonymes, voir Erdmann.
Susi Lisa Erdmann, née le 29 janvier 1968 à Blankenburg, est une lugeuse puis une pilote de bobsleigh allemande.
Elle a été mariée au lugeur italien Gerhard Plankensteiner.

## Palmarès

### Luge

#### Jeux olympiques d'hiver
- Jeux olympiques d'hiver de 1992 à Albertville
  -  Médaille de bronze.
- Jeux olympiques d'hiver de 1994 à Lillehammer
  -  Médaille d'argent.

#### Championnats du monde de luge
- Médaille d'or en 1989 à Winterberg.
- Médaille d'argent en 1989 à Winterberg.
- Médaille d'or en 1990 à Calgary.
- Médaille d'or en 1991 à Winterberg.
- Médaille d'or en 1991 à Winterberg.
- Médaille d'or en 1993 à Calgary.
- Médaille d'or en 1995 à Lillehammer.
- Médaille d'argent en 1995 à Lillehammer.
- Médaille d'argent en 1996 à Altenberg.
- Médaille d'or en 1997 à Igls.

#### Coupe du monde de luge
- 2 gros globe de cristal en individuel : 1991  et 1992.
- 27 podiums individuels : 
  - en simple : 4 victoires, 4 deuxièmes places et 9 troisièmes places.

#### Détails des victoires en Coupe du monde
| Édition   | Lieu                    |
| 1987-1988 | Altenberg               |
| 1990-1991 | Winterberg Saint-Moritz |
| 1991-1992 | Altenberg               |

#### Championnats d'Europe de luge
- Médaille d'or en simple en 1990 et 1992.
- Médaille d'or par équipe en 1990, 1992 et 1998.
- Médaille de bronze en simple en 1998.

### Bobsleigh

#### Jeux olympiques d'hiver
- Jeux olympiques d'hiver de 2002 à Salt Lake City
  -  Médaille de bronze.

#### Championnat du monde de bobsleigh
- Médaille d'or en 2004 à Königssee.
- Médaille d'or en 2003 à Winterberg.
- Médaille de bronze en 2001 à Calgary.

#### Coupe du monde de bobsleigh
- 1 gros globe de cristal en bob à 2 femme : 2002.
- 27 podiums individuels : 
  - en simple : 7 victoires, 17 deuxièmes places et 3 troisièmes places.

#### Détails des victoires en Coupe du monde
| Édition   | Bob à 2              |
| 2001-2002 | Königssee Calgary x2 |
| 2002-2003 | Altenberg x2         |
| 2003-2004 | Lake Placid          |
| 2006-2007 | Königssee            |

#### Championnats d'Europe de bobsleigh
- Médaille de bronze en 2006.